# Andy Moog
Donald Andrew "Andy" Moog, född 18 februari 1960, är en kanadensisk före detta professionell ishockeymålvakt.
Moog tillbringade 18 säsonger i den nordamerikanska ishockeyligan National Hockey League (NHL), där han spelade för ishockeyorganisationerna Edmonton Oilers, Boston Bruins, Dallas Stars och Montreal Canadiens. Han släppte in i genomsnitt 3,22 mål per match och hade en räddningsprocent på .890 samt 28 SO (inte släppt in ett mål under en match) på 713 grundspelsmatcher.
Han draftades i sjunde rundan i 1980 års draft av Edmonton Oilers som 132:a spelare totalt.
Moog är trefaldig Stanley Cup–mästare med Oilers (1983–1984, 1984–1985 och 1986–1987). Han och målvaktskollegan Rejean Lemelin vann 1990 års upplaga av William M. Jennings Trophy efter att duon såg till att Boston Bruins släppte in minst mål under grundserien under säsongen 1989–1990.
Han arbetade som målvaktstränare för Vancouver Canucks mellan 1999 och 2002. Efter det var han anställd hos Dallas Stars fram till 2010, som bland annat målvaktstränare, målvaktskonsult, assisterande tränare och chef för spelarutvecklingen inom organisationen.